# Amtsgericht Hamburg-Altona

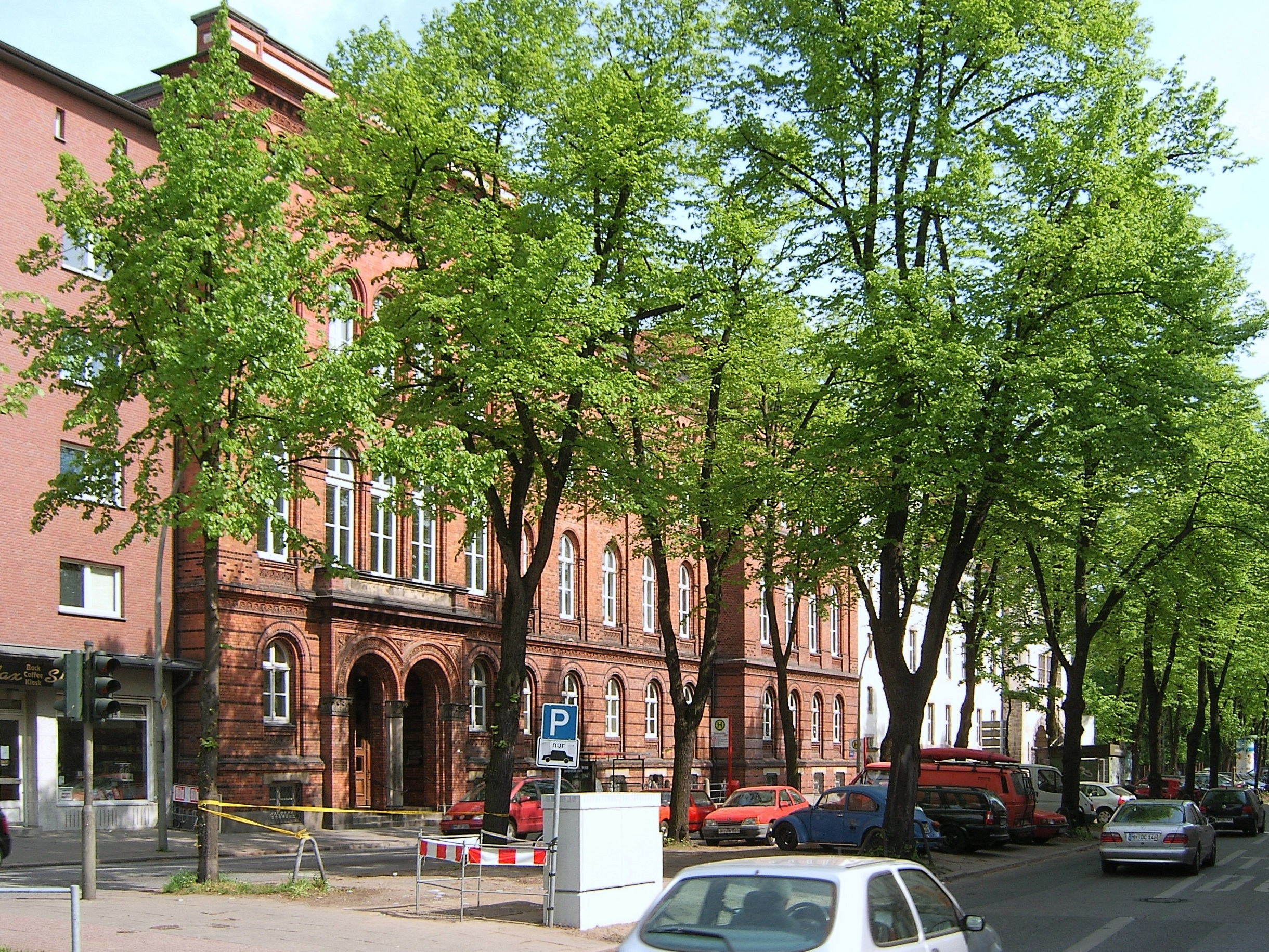
Landgericht von 1878

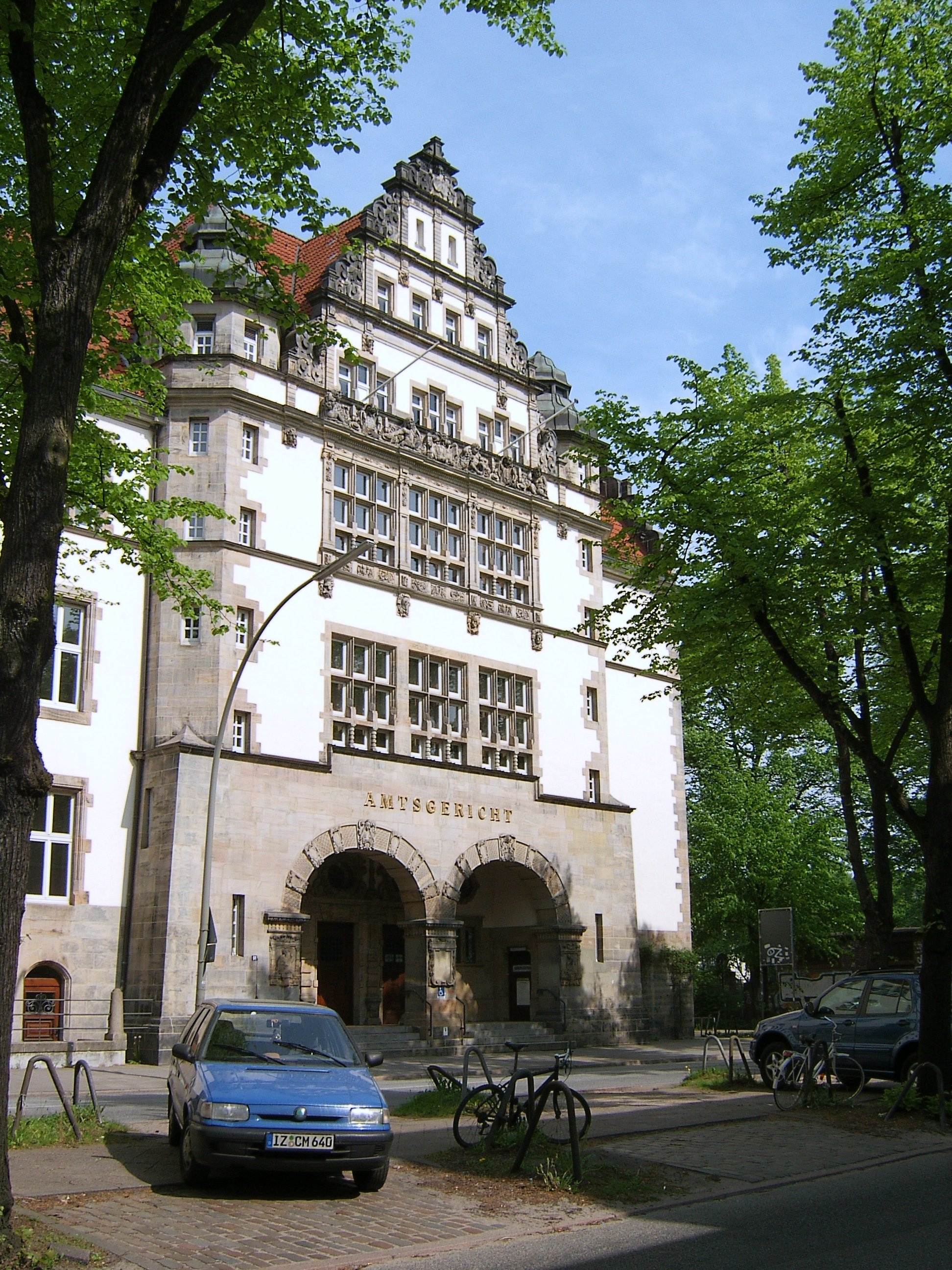
Amtsgericht von 1907

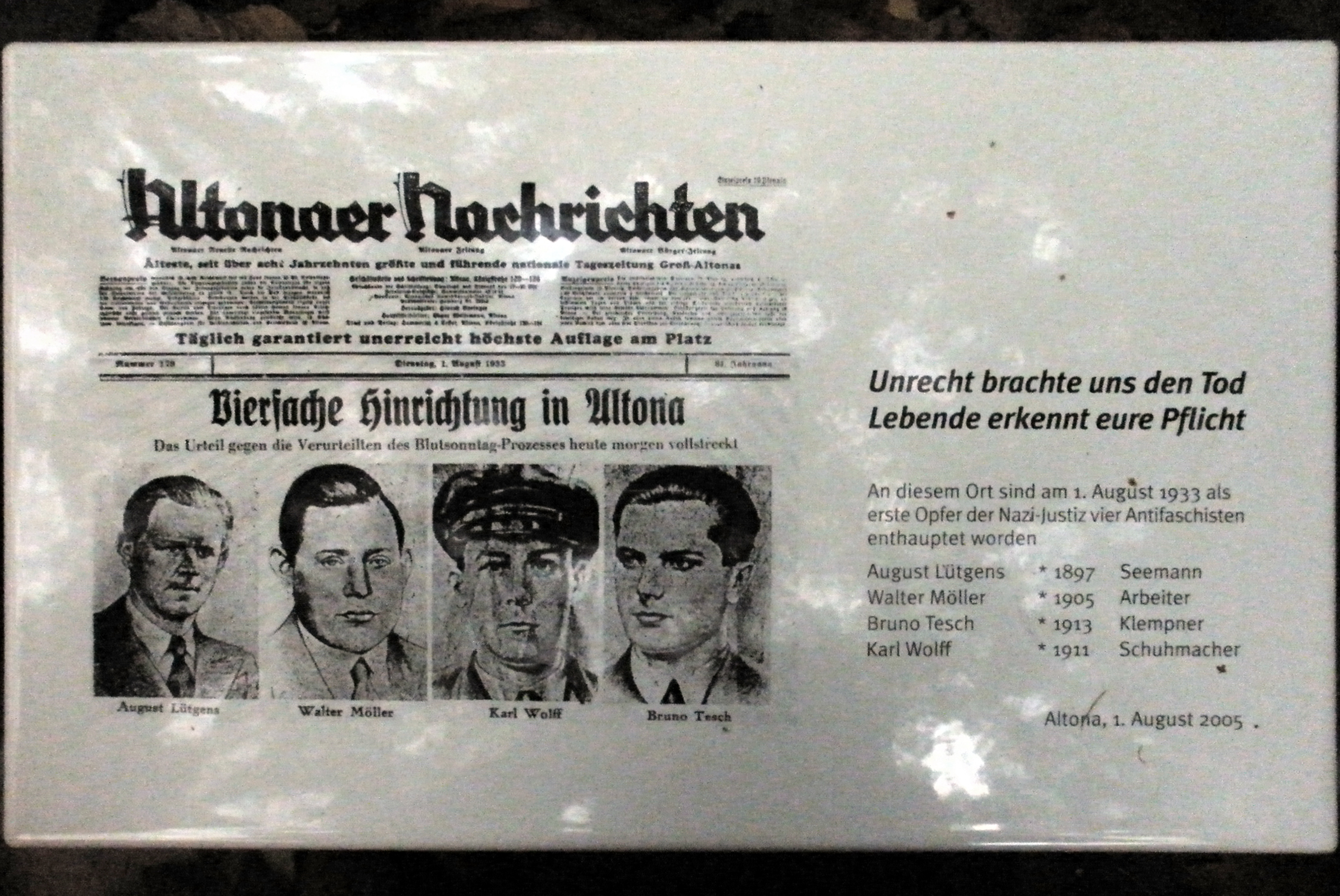
Gedenktafel an der Hinrichtungsstätte im nicht erhaltenen Gefängnishof hinter dem Gerichtsgebäude

Das Amtsgericht Hamburg-Altona ist ein Gericht der ordentlichen Gerichtsbarkeit in Hamburg-Altona.
Es ist eines von acht Amtsgerichten im Bundesland Hamburg.

## Geschichte und Gebäude
Das Amtsgericht Hamburg-Altona ist im nordöstlichen der beiden historischen Gerichtsgebäude Max-Brauer-Allee 89 und 91 ansässig.
Nach dem Deutsch-Dänischen Krieg wurden die Herzogtümer Schleswig und Holstein 1867 preußische Provinzen. Mit den Reichsjustizgesetzen entstand 1873/8 zunächst der Backsteinbau des Altonaer Landgerichts mit Terracottaschmuck im Stil der Berliner Rundbogenarchitektur der Schinkelschule.
Daran wurde 1904–1907 das Gebäude des Amtsgerichtes Altona angebaut, ein Putzbau mit Werksteingliederung im Stil der deutschen Renaissance. Das Ensemble steht seit dem 15. Juni 1981 unter Denkmalschutz.
Mit der Eingemeindung Altonas nach Hamburg, die aufgrund des Groß-Hamburg-Gesetzes vom 26. Januar 1937 bis 1. April 1938 vollzogen wurde, wurde das Landgericht Altona durch das neugegründete Landgericht Itzehoe ersetzt. Zugleich wurde das Amtsgericht Altona dem Bezirk des Landgerichts Hamburg zugewiesen und 1938 zum Amtsgericht Hamburg-Altona.
Tafelinschrift am Eingang des Backsteinbaus:
Während der nationalsozialistischen Herrschaft tagte in diesem ehemaligen Landgericht auch das Sondergericht, das durch Unrechtsurteile an der Verfolgung politischer Gegner mitgewirkt hat. Im Prozess um den Altonaer Blutsonntag 1932 fällte es 1933 die ersten politischen Todesurteile des NS-Staates.

August Lütgens, Walter Möller, Bruno Tesch und Karl Wolff wurden im Gefängnishof hingerichtet. Sie starben als Opfer des Nationalsozialismus.
Der Backsteinbau zog sich ursprünglich bis zur Gerichtstraße hin, wo sich das Gefängnis anschloss. Dieser südwestliche Gebäudeteil wurde 1943 bei einem Bombenangriff vernichtet und nach dem Krieg durch ein Wohnhaus ersetzt. Der erhalten gebliebene Nordostflügel wurde dann zunächst vom Arbeitsgericht Hamburg genutzt. Anfang der 1990er Jahre zog dort das zentrale Mahngericht des Amtsgerichts Hamburg für sämtliche Hamburger Mahnverfahren ein, das am 1. November 2005 zusätzlich für sämtliche Mahnverfahren Mecklenburg-Vorpommerns zuständig wurde.

## Zuständigkeit
Das Amtsgericht Hamburg-Altona ist zuständig für die den Amtsgerichten zugewiesenen Aufgaben im Amtsgerichtsbezirk Hamburg-Altona. Dieser entspricht der östlichen Hälfte des Bezirks Altona; für die westlichen Stadtteile Rissen, Sülldorf, Blankenese, Iserbrook, Osdorf und Nienstedten ist das Amtsgericht Hamburg-Blankenese zuständig.
Zum 1. Juli 2016 wechselte die Zuständigkeit als Zentrales Mahngericht für ganz Hamburg und Mecklenburg-Vorpommern vom Amtsgericht Hamburg zum Amtsgericht Hamburg-Altona.

## Übergeordnete Gerichte
Dem Amtsgericht Hamburg-Altona sind das Landgericht Hamburg und das Hanseatische Oberlandesgericht übergeordnet.

## Direktoren
- 1981 Harm Uphoff[7]
- 1997 Jochen Cassel[8]
- August 2007 Guido Christensen[9]
- Januar 2010 Dina Dörffler[10]
- Oktober 2015 Matthias Buhk[11]